# Tomasz Gnat
Tomasz Gnat (2 dicembre 1936 – 21 giugno 2017) è stato un vescovo vetero-cattolico polacco naturalizzato statunitense.
Dal 1978 fu vescovo della Diocesi orientale della Chiesa cattolica nazionale polacca.
Fu eletto vescovo nel XV sinodo della Chiesa cattolica nazionale polacca, e consacrato il 30 novembre 1978 nella Cattedrale di San Stanislao di Scranton da Francis Rowinski, coadiuvato da Thaddeus Zielinski, Anthony Rysz e Joseph Niemiński. Durante la stessa cerimonia furono consacrati all'episcopato anche Joseph Zawistowski e Jan Swantek.

## Genealogia episcopale
La genealogia episcopale è:
CHIESA CATTOLICA
- Cardinale Scipione Rebiba
- Cardinale Giulio Antonio Santori
- Cardinale Girolamo Bernerio, O.P.
- Arcivescovo Galeazzo Sanvitale
- Cardinale Ludovico Ludovisi
- Cardinale Luigi Caetani
- Vescovo Giovanni Battista Scanaroli
- Cardinale Antonio Barberini iuniore
- Arcivescovo Charles-Maurice le Tellier
- Vescovo Jacques Bénigne Bossuet
- Vescovo Jacques de Goyon de Matignon
- Vescovo Dominique Marie Varlet

CHIESA ROMANO-CATTOLICA OLANDESE DEL CLERO VETERO EPISCOPALE
- Arcivescovo Petrus Johannes Meindaerts
- Vescovo Johannes van Stiphout
- Arcivescovo Walter van Nieuwenhuisen
- Vescovo Adrian Jan Broekman
- Arcivescovo Jan van Rhijn
- Vescovo Gisbert van Jong
- Arcivescovo Willibrord van Os
- Vescovo Jan Bon
- Arcivescovo Johannes van Santen

CHIESA CATTOLICA NAZIONALE POLACCA
...
- Vescovo Francis Rowinski
- Vescovo Tomasz Gnat